# Bahnstrecke Stendal–Arendsee
| |                                                                                            |                                                       |                                                       |
| Streckennummer: | 6897 Stendal Ost–Arendsee 6895 Stendal Vorbf.–Stendal Ost                                  |                                                       |                                                       |
| Kursbuchstrecke: | 183q (1934) (Stendal Rb – Stendal Ost 1934) 183r (Stendal Ost – Peulingen 1934) 754 (1979) |                                                       |                                                       |
| Streckenlänge: | 49,3 km                                                                                    |                                                       |                                                       |
| Spurweite: | 1435 mm (Normalspur)                                                                       |                                                       |                                                       |
| |                                                                                            |                                                       |                                                       |
| \| \| 0,0 \| Stendal Hbf \| Stendal Hbf \| \| \| \| Stendal Vor Bft (Alstom Stendal – ehemals AW Stendal) \| \| \| \| \| nach Berlin \| \| \| \| 1,1 \| Stendal Vorbahnhof \| Stendal Vorbahnhof \| \| \| \| nach Tangermünde \| \| \| \| \| Berlin–Hannover \| \| \| \| \| von Stendal Vor Bft \| \| \| \| 5,0 \| Stendal Ost \| Stendal Ost \| \| \| \| Bahnstrecke Stendal–Arneburg nach Arneburg \| \| \| \| \| nach Wittenberge \| \| \| \| 9,1 \| Borstel (Kr Stendal) \| Borstel (Kr Stendal) \| \| \| \| Flugplatz Stendal-Borstel \| \| \| \| 12,4 \| Peulingen \| Peulingen \| \| \| \| nach Bismark \| \| \| \| 13,8 \| Neuendorf am Speck \| Neuendorf am Speck \| \| \| 16,1 \| Groß Schwechten \| Groß Schwechten \| \| \| 20,5 \| Rochau-Schwarzenhagen \| Rochau-Schwarzenhagen \| \| \| 21,9 \| Schartau \| Schartau \| \| \| 24,9 \| Groß Ballerstedt \| Groß Ballerstedt \| \| \| 28,9 \| Flessau \| Flessau \| \| \| \| von Osterburg \| \| \| \| \| von Pretzier \| \| \| \| 32,0 \| Klein Rossau \| Klein Rossau \| \| \| 33,3 \| Groß Rossau \| Groß Rossau \| \| \| 36,1 \| Bretsch-Stapel \| Bretsch-Stapel \| \| \| 37,7 \| Wohlenberg \| Wohlenberg \| \| \| 39,0 \| Lückstedt-Dewitz \| Lückstedt-Dewitz \| \| \| 41,4 \| Gagel \| Gagel \| \| \| 43,4 \| Neulingen \| Neulingen \| \| \| \| von Wittenberge \| \| \| \| 49,3 \| Arendsee (Altm) \| Arendsee (Altm) \| \| \| \| nach Salzwedel \| \| |                                                                                            |                                                       |                                                       |
| Bahnhof | 0,0                                                                                        | Stendal Hbf                                           | Stendal Hbf                                           |
| Abzweig geradeaus und nach links |                                                                                            | Stendal Vor Bft (Alstom Stendal – ehemals AW Stendal) | Stendal Vor Bft (Alstom Stendal – ehemals AW Stendal) |
| Abzweig geradeaus und nach links |                                                                                            | nach Berlin                                           | nach Berlin                                           |
| Haltepunkt / Haltestelle | 1,1                                                                                        | Stendal Vorbahnhof                                    | Stendal Vorbahnhof                                    |
| Abzweig ehemals geradeaus und nach rechts |                                                                                            | nach Tangermünde                                      | nach Tangermünde                                      |
| Kreuzung geradeaus oben (Strecke geradeaus außer Betrieb) |                                                                                            | Berlin–Hannover                                       | Berlin–Hannover                                       |
| Abzweig geradeaus und von links (Strecke außer Betrieb) |                                                                                            | von Stendal Vor Bft                                   | von Stendal Vor Bft                                   |
| Bahnhof (Strecke außer Betrieb) | 5,0                                                                                        | Stendal Ost                                           | Stendal Ost                                           |
| Abzweig geradeaus und nach rechts (Strecke außer Betrieb) |                                                                                            | Bahnstrecke Stendal–Arneburg nach Arneburg            | Bahnstrecke Stendal–Arneburg nach Arneburg            |
| Kreuzung geradeaus oben (Strecke geradeaus außer Betrieb) |                                                                                            | nach Wittenberge                                      | nach Wittenberge                                      |
| Bahnhof (Strecke außer Betrieb) | 9,1                                                                                        | Borstel (Kr Stendal)                                  | Borstel (Kr Stendal)                                  |
| Abzweig geradeaus und nach links (Strecke außer Betrieb) |                                                                                            | Flugplatz Stendal-Borstel                             | Flugplatz Stendal-Borstel                             |
| Bahnhof (Strecke außer Betrieb) | 12,4                                                                                       | Peulingen                                             | Peulingen                                             |
| Abzweig geradeaus und nach links (Strecke außer Betrieb) |                                                                                            | nach Bismark                                          | nach Bismark                                          |
| Bahnhof (Strecke außer Betrieb) | 13,8                                                                                       | Neuendorf am Speck                                    | Neuendorf am Speck                                    |
| Bahnhof (Strecke außer Betrieb) | 16,1                                                                                       | Groß Schwechten                                       | Groß Schwechten                                       |
| Bahnhof (Strecke außer Betrieb) | 20,5                                                                                       | Rochau-Schwarzenhagen                                 | Rochau-Schwarzenhagen                                 |
| Haltepunkt / Haltestelle (Strecke außer Betrieb) | 21,9                                                                                       | Schartau                                              | Schartau                                              |
| Bahnhof (Strecke außer Betrieb) | 24,9                                                                                       | Groß Ballerstedt                                      | Groß Ballerstedt                                      |
| Bahnhof (Strecke außer Betrieb) | 28,9                                                                                       | Flessau                                               | Flessau                                               |
| Abzweig geradeaus und von rechts (Strecke außer Betrieb) |                                                                                            | von Osterburg                                         | von Osterburg                                         |
| Abzweig geradeaus und von links (Strecke außer Betrieb) |                                                                                            | von Pretzier                                          | von Pretzier                                          |
| Bahnhof (Strecke außer Betrieb) | 32,0                                                                                       | Klein Rossau                                          | Klein Rossau                                          |
| Haltepunkt / Haltestelle (Strecke außer Betrieb) | 33,3                                                                                       | Groß Rossau                                           | Groß Rossau                                           |
| Bahnhof (Strecke außer Betrieb) | 36,1                                                                                       | Bretsch-Stapel                                        | Bretsch-Stapel                                        |
| Bahnhof (Strecke außer Betrieb) | 37,7                                                                                       | Wohlenberg                                            | Wohlenberg                                            |
| Bahnhof (Strecke außer Betrieb) | 39,0                                                                                       | Lückstedt-Dewitz                                      | Lückstedt-Dewitz                                      |
| Bahnhof (Strecke außer Betrieb) | 41,4                                                                                       | Gagel                                                 | Gagel                                                 |
| Haltepunkt / Haltestelle (Strecke außer Betrieb) | 43,4                                                                                       | Neulingen                                             | Neulingen                                             |
| Abzweig ehemals geradeaus und von rechts |                                                                                            | von Wittenberge                                       | von Wittenberge                                       |
| Bahnhof | 49,3                                                                                       | Arendsee (Altm)                                       | Arendsee (Altm)                                       |
| Strecke |                                                                                            | nach Salzwedel                                        | nach Salzwedel                                        |

Die Bahnstrecke Stendal–Arendsee war eine normalspurige Kleinbahn in der Altmark. Die 49 Kilometer lange Strecke begann am Staatsbahnhof in Stendal und führte über den Ostbahnhof in nordwestlicher Richtung über Peulingen und Klein Rossau bis nach Arendsee. Sie wurde 1908 eröffnet und durch die Kleinbahn AG Stendal–Arendsee, die später mit der Arneburger Strecke zur Stendaler Kleinbahn fusionierte, betrieben. Der Personenverkehr wurde etappenweise in den Jahren 1978 und 1979 und der Güterverkehr 1985 eingestellt.

## Geschichte

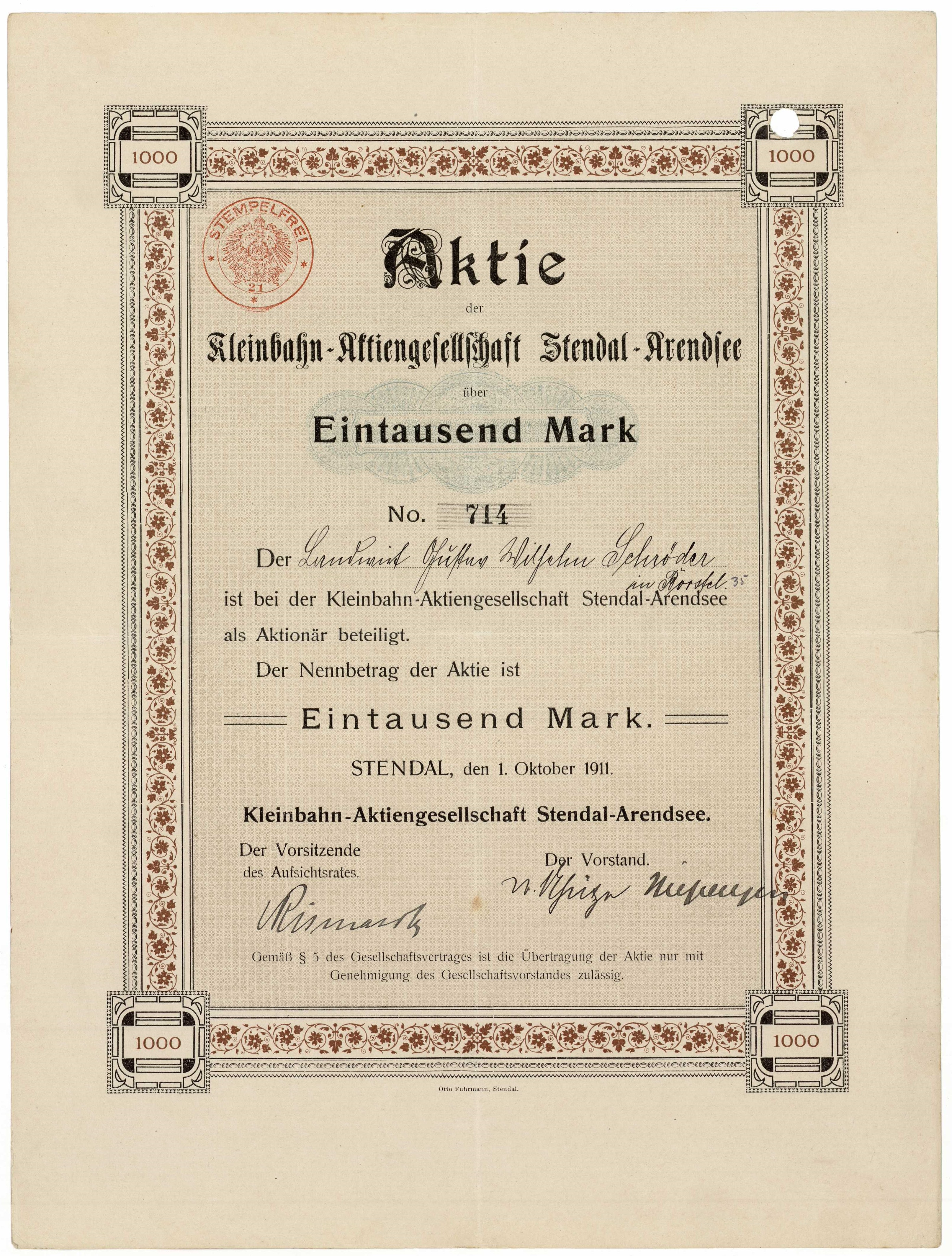
Namensaktie über 1000 Mark der Kleinbahn-AG Stendal-Arendsee vom 1. Oktober 1911

Um 1900 kamen Bestrebungen auf, das Gebiet zwischen den beiden Staatsbahnstrecken Stendal–Uelzen und Stendal–Wittenberge an die Eisenbahn anzuschließen. Begünstigt wurde dieses Vorhaben durch das Preußische Kleinbahngesetz aus dem Jahre 1892. Am 22. März 1906 wurde die Kleinbahn AG Stendal–Arendsee gegründet. Das Königreich Preußen und die Provinz Sachsen übernahmen jeweils 23 Prozent der Aktien. Das übrige Kapital, das mit über zwei Millionen Mark knapp fünfmal so hoch bemessen war wie beispielsweise beim Bau der benachbarten Arneburger Kleinbahn, verteilte sich auf Stadt und Kreis Stendal, die Stadt Arendsee sowie zahlreiche Unternehmer und sonstige Interessenten.

Der erste Zug erreicht Arendsee, Postkarte aus dem Jahre 1908.

Am 25. November 1908 wurde die Strecke zunächst bis Lückstedt-Dewitz und schließlich am 8. Dezember selben Jahres bis Arendsee eröffnet. Bis zur Eröffnung der Bahnstrecke Salzwedel–Geestgottberg im Jahre 1922 war die Kleinbahn betrieblich gesehen eine Stichstrecke.
1913 konnten insgesamt 159.000 Fahrgäste verzeichnet werden. Im Güterverkehr verteilte sich die Beförderungsleistung auf 56.617 Tonnen landwirtschaftliche Erzeugnisse, 16.756 Tonnen Futter- und Düngemittel, 11.126 lebende Tiere und über 97.000 sonstige Güter.
Klein Rossau wurde 1914 im Rahmen der Eröffnung der Kleinbahn-AG Osterburg–Deutsch Pretzier zum Kreuzungsbahnhof umgebaut. Die südlich von Klein Rossau gelegene niveaugleiche Einfädelung der Ost-West-Verbindung ermöglichte durchgängige Zugverbindungen zwischen Osterburg und Arendsee. So wurden beispielsweise 1928 täglich neben drei bis vier Zugpaaren Stendal–Arendsee ein weiteres Zugpaar auf dem Laufweg Osterburg–Klein Rossau–Arendsee angeboten.
Im selben Jahr erfolgte der Bau eines Anschlussgleises vom Bahnhof Stendal Ost zur „Sächsischen Eisenbahnbedarfs- und Maschinenfabrik Sachsenwerk GmbH“, später Teil der Reichsbahnausbesserungswerkstatt Stendal.
Am 23. November 1915 änderte die Betreibergesellschaft ihren Namen in Stendaler Kleinbahn AG und fusionierte mit der Kleinbahn-AG Stendal-Arneburg. Der gemeinsame Wagenpark beider Strecken umfasste von Henschel hergestellte Dampflokomotiven der Bauarten Bn2t, Cn2t und 1’Cn2t.
Im Zweiten Weltkrieg wurden zwecks besserer Anbindung des Militärflugplatzes Stendal-Borstel zusätzlich zu den vier regulären Zugpaaren zwei weitere Züge je Richtung zwischen Stendal und Borstel eingesetzt.
Nach Kriegsende übernahmen Ende 1946 die Sächsischen Provinzbahnen GmbH den Betrieb, ab dem 15. August 1948 die Vereinigung Volkseigener Betriebe (VVB) des Verkehrswesens Sachsen-Anhalt und schließlich ab dem 1. April 1949 die Deutsche Reichsbahn. In den letzten Betriebsjahren übernahmen Diesellokomotiven der Baureihe 102 mit vierachsigen Wagen die Leistungen zwischen Stendal und Arendsee.
Durch zunehmend besser ausgebaute Straßen verlor die Kleinbahn an Bedeutung. Mitverantwortlich hierfür war die mehr als zweistündige Fahrzeit, dies entspricht einer Durchschnittsgeschwindigkeit von lediglich 24 km/h. Zwischen Klein Rossau und Arendsee endete der Güterverkehr am 31. Mai 1970. Der Personenverkehr wurde am 28. Mai 1978 und auf dem Abschnitt Stendal–Klein Rossau ein Jahr später am 26. Mai 1979 eingestellt. Der Güterverkehr zwischen Stendal und Klein Rossau hielt sich bis zum 2. Juni 1985. Allerdings soll es bis 1994/95 Güterzüge zwischen Stendal Vorbahnhof bis Stendal Ost und Borstel gegeben haben.